# Acento inglés transatlántico
El acento inglés transatlántico es una mezcla de inglés estadounidense e inglés británico. No es un acento vernáculo típico de ningún lugar, sino adquirido voluntariamente.
Era empleado por los actores estadounidenses que adoptaron algunas de las características de la pronunciación británica a mediados de la década de 1960, y se enseñó en las escuelas de arte dramático de Estados Unidos hasta la década de 2000.[cita requerida] El acento transatlántico era también común en la clase alta estadounidense.
Los patrones y el vocabulario del inglés transatlántico también son utilizados por algunos expatriados anglófonos (personas que tiene contacto con la cultura estadounidense y británica) ya que muchos adoptan ciertas características del acento de su lugar de residencia. Los términos transatlántico y medioatlántico se utilizan a veces en Reino Unido para referirse, a menudo en modo peyorativo, al habla de los personajes públicos británicos (a menudo en la industria del entretenimiento), que imitan un acento cuasi americano.
A partir de este siglo, el acento transatlántico ya no es hablado en las películas de Hollywood ni tampoco representa alguien de la clase alta estadounidense, si no más bien representa que el contacto que esta persona mantiene con ambas culturas influye en su manera de hablar 
El inglés transatlántico tiende a evitar modismos británicos y estadounidenses de modo que pueda ser igualmente comprensible y aceptable en ambos lados del Atlántico. Así, los medios internacionales tienden a reducir el número de elementos mutuamente ininteligibles del inglés.